# Bobeica, Suceava
Bobeica este un sat în comuna Izvoarele Sucevei din județul Suceava, Bucovina, România.
 Acest articol despre o localitate din județul Suceava este deocamdată un ciot. Puteți ajuta Wikipedia prin completarea lui.